# SHONEN CHRONICLE
『SHONEN CHRONICLE』（ショウネン・クロニクル）は、GENERATIONS from EXILE TRIBEの5枚目のオリジナルアルバム。2019年11月21日にrhythm zoneから発売された。ベストアルバムを含むと通算6枚目のアルバムである。

## 概要
- 前作『涙を流せないピエロは太陽も月もない空を見上げた』から約2年4か月ぶりのオリジナルアルバム。本作の発売日は、GENERATIONSのデビュー7周年記念日である[5]。「CD+DVD(初回生産限定盤)」、「CD+Blu-ray(初回生産限定盤)」、「CD+DVD」、「CD+Blu-ray」、「CDのみ」の全5形態でのリリース。CD・DVD・Blu-rayは同じ内容。
- 初回生産限定盤にはポップアーティスト田名網敬一監修のフォトブック（100ページ）が封入され、ディスクもピクチャーレーベル仕様となっている。また、初回生産限定盤、通常盤ともにジャケットも田名網が手がけている[6]。
- CDには、5作のシングル、映画『午前0時、キスしに来てよ』主題歌の「One in a Million -奇跡の夜に-」、白濱亜嵐が初めてサウンドプロデュースを手がけた楽曲「心声」、数原龍友初のソロ歌唱曲で映画『HiGH&LOW THE WORST』の劇中歌「Nostalgie」など、全17曲を収録[5]。
- 収録曲「One in a Million -奇跡の夜に-」のミュージックビデオは、箱守惠輔が監督を務めた。ミュージックビデオには女優の見上愛が出演している[7]。MTV Video Music Awards Japan 2020において最優秀アートディレクションビデオ賞を受賞した[8]。

## 収録曲

### CD
1. A New Chronicle [5:04]
作詞：michico、作曲：T.kura, JAY'ED
  - 19thシングルカップリング曲
2. G-ENERGY [5:17]
作詞：michico, TAKANORI (LL BROTHERS), ALLY、作曲：T.Kura, michico, TAKANORI (LL BROTHERS)
  - 配信シングル
  - 洋服の青山「AOYAMA PRESTIGE TECHNOLOGY」CMソング
3. Brand New Story [3:35]
作詞：Masaya Wada、作曲：FAST LANE, ERIK LIDBOM
  - 18thシングル
  - アニメ映画『きみと、波にのれたら』主題歌
4. Control Myself [4:07]
作詞・作曲：Cory Enemy, Benjamin Gabriel Shapiro, Felicia Ferraro, Kara Jillian Madden, Benjamin Samama
  - 18thシングルカップリング曲
5. また、アシタ [4:32]
作詞：小竹正人、作曲：MATS LIE SKARE, FAST LANE, SHIKATA
  - 16thシングルカップリング曲
  - ドラマ『ラブリラン』主題歌
6. 何もかもがせつない [4:16]
作詞：小竹正人、作曲：Hiroki Sagawa, DJ first
  - ウタモノガタリ -CINEMA FIGHTERS project-『アエイオウ』主題歌
7. F.L.Y. BOYS F.L.Y. GIRLS [3:06]
作詞：YVES&ADAMS、作曲：SKY BEATZ, CHRIS HOPE, ERIC LIDBOM
  - 16thシングル
  - 洋服の青山「AOYAMA PRESTIGE TECHNOLOGY」CMソング
8. SNAKE PIT [3:49]
作詞：Amon Hayashi、作曲：Simon Janlov, Carlos Okabe
  - 20thシングルカップリング曲
  - 映画『HiGH&LOW THE WORST』挿入歌
9. Nostalgie / 数原龍友 [5:18]
作詞：小竹正人、作曲：春川仁志, Safari Natsukawa
  - 映画『HIGH&LOW THE WORST』挿入歌
10. 回転 [4:42]
作詞：石井裕也、作曲：春川仁志, Safari Natsukawa
  - 17thシングルカップリング曲
11. One in a Million -奇跡の夜に- [3:40]
作詞：EIGO, Minami、作曲：☆Taku Takahashi, Minami
  - 映画『午前0時、キスしに来てよ』主題歌
  - Zoff「Zoff SMART×午前0時キスしに来てよ」コラボキャンペーンCMソング
12. DREAMERS [4:34]
作詞：YVES&ADAMS、作曲：Dirty Orange, Mits.J, YVES&ADAMS
  - 19thシングル
13. MAD CYCLONE [4:55]
作詞：michiko、作曲：T.kura, michiko
  - 15thシングルカップリング曲
14. UNITED JOURNEY [4:02]
作詞：SAKURA、作曲：Takashi Fukuda, SAKURA
  - 16thシングルカップリング曲
15. EXPerience Greatness [4:07]
作詞：Masaya Wada、作曲：KENTZ, FAST LANE, CHRIS HOPE
  - 20thシングル
  - 洋服の青山「フレッシャーズ『サプライズ』篇」CMソング
16. 心声 [6:10]
作詞：SAKURA MURATA, 数原龍友、作曲・編曲：ALAN SHIRAHAMA, DJ DARUMA, Chaki Zulu, SAKURA MURATA
17. 少年 [4:08]
作詞：小竹正人、作曲：Didrik Thott, October
  - 17thシングル

### DVD
1. F.L.Y. BOYS F.L.Y. GIRLS (Music Video)
2. 少年 (Music Video)
3. G-ENERGY (Music Video)
4. Brand New Story (Music Video)
5. DREAMERS (Music Video)
6. EXPerience Greatness (Music Video)
7. One in a Million -奇跡の夜に- (Music Video)
8. 「DREAMERS」-白濱亜嵐 Version-
9. 「DREAMERS」-片寄涼太 Version-
10. 「DREAMERS」-数原龍友 Version-
11. 「DREAMERS」-小森隼 Version-
12. 「DREAMERS」-佐野玲於 Version-
13. 「DREAMERS」-関口メンディー Version-
14. 「DREAMERS」-中務裕太 Version-